# Dorsa Ewing
Dorsa Ewing – grupa grzbietów na powierzchni Księżyca  o średnicy około 141 km. Dorsa Ewing znajduje się na współrzędnych selenograficznych ☾ 10,2°S 39,4°W/-10,200000 -39,400000 na obszarze Oceanus Procellarum.
Nazwa grzbietu została nadana w 1976 roku przez Międzynarodową Unię Astronomiczną i pochodzi od Williama Ewinga (1906-1974), amerykańskiego geofizyka i oceanografa.